# 729 Watsonia
729 Watsonia este un asteroid din centura principală, descoperit pe 9 februarie 1912, de Joel Metcalf.